# Alcaldía de Santa Marta
La Alcaldía de Santa Marta o Palacio Municipal es un edificio gubernamental situado en la ciudad de Santa Marta, la capital del departamento de Magdalena (Colombia). Alberga desde 1975 la sede administrativa y política del Distrito Turístico, Cultural e Histórico de Santa Marta. Se encuentra ubicada del lado oriental de la plaza de Bolívar. 
Carlos Pinedo Cuello es el alcalde de Santa Marta para el periodo 2024-2027.

## Historia y arquitectura
El edificio es un ejemplo de la influencia del estilo neoclásico repartido por arquitectos mayoritariamente por todo el país durante el siglo XIX, evidencia el momento político de la era republicana con la impronta de los edificios de poder que se iban construyendo en las ciudades importantes del país, traducido en el frontispicio con el escudo de Colombia. Data de 1930, su constructor fue Francisco Gámez y fue erigida para albergar la Gobernación del Magdalena. En 1975 se trasladaron las oficinas de la Alcaldía de Santa Marta y la Gobernación pasó al edificio del Hotel Tairona, junto al malecón.

## Galería

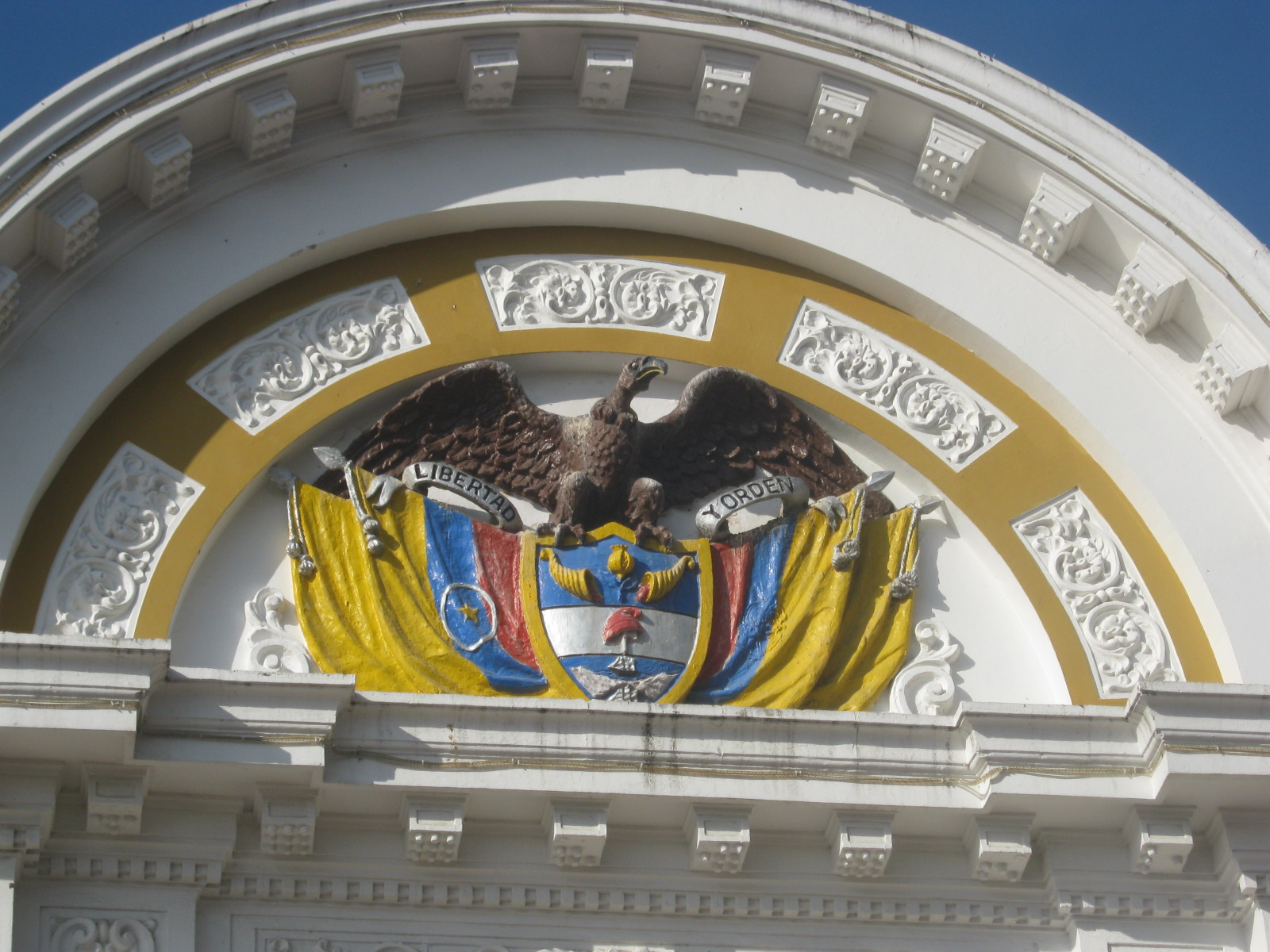
Frontispicio con el escudo de Colombia
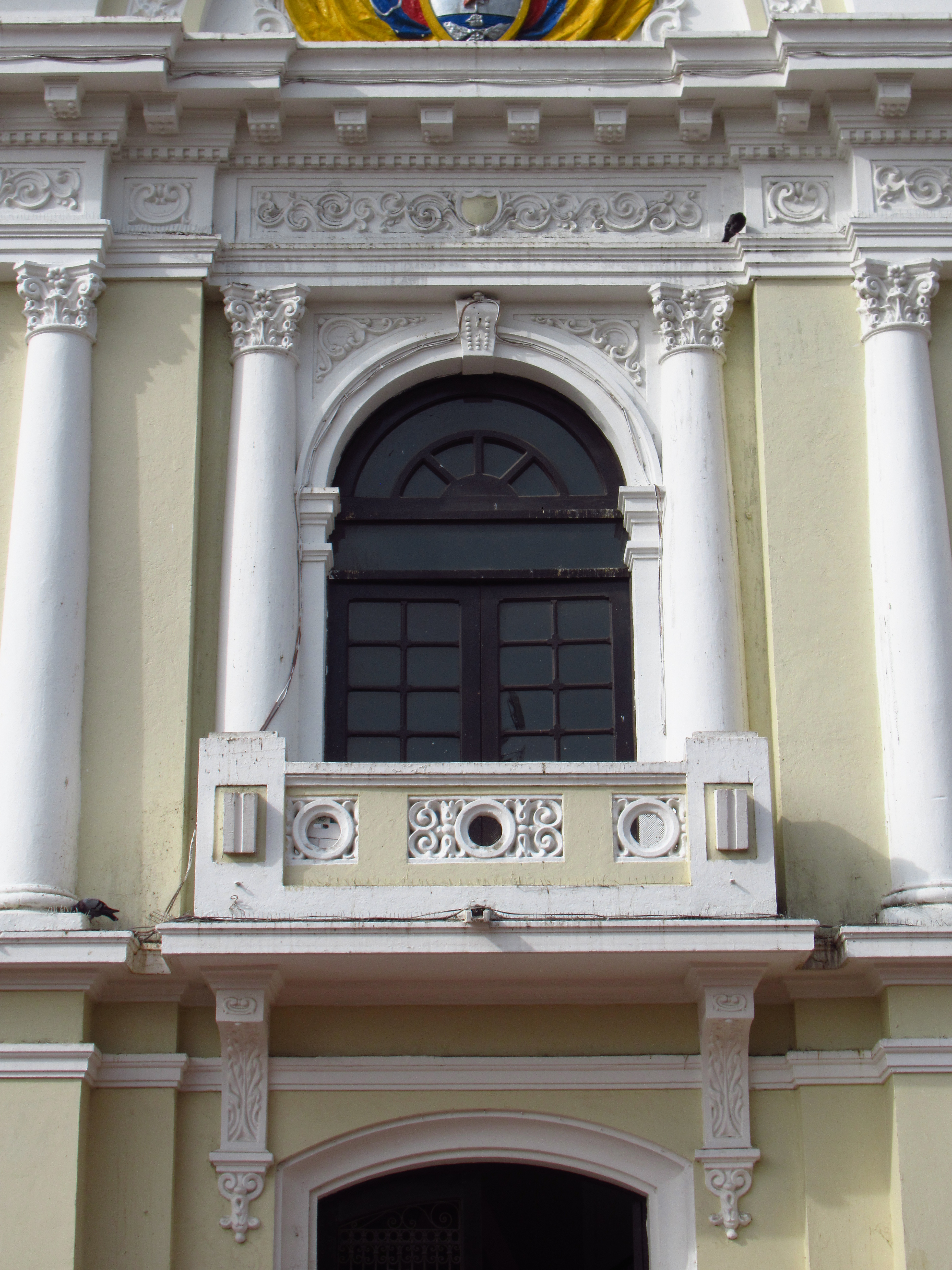
Balcón de la fachada
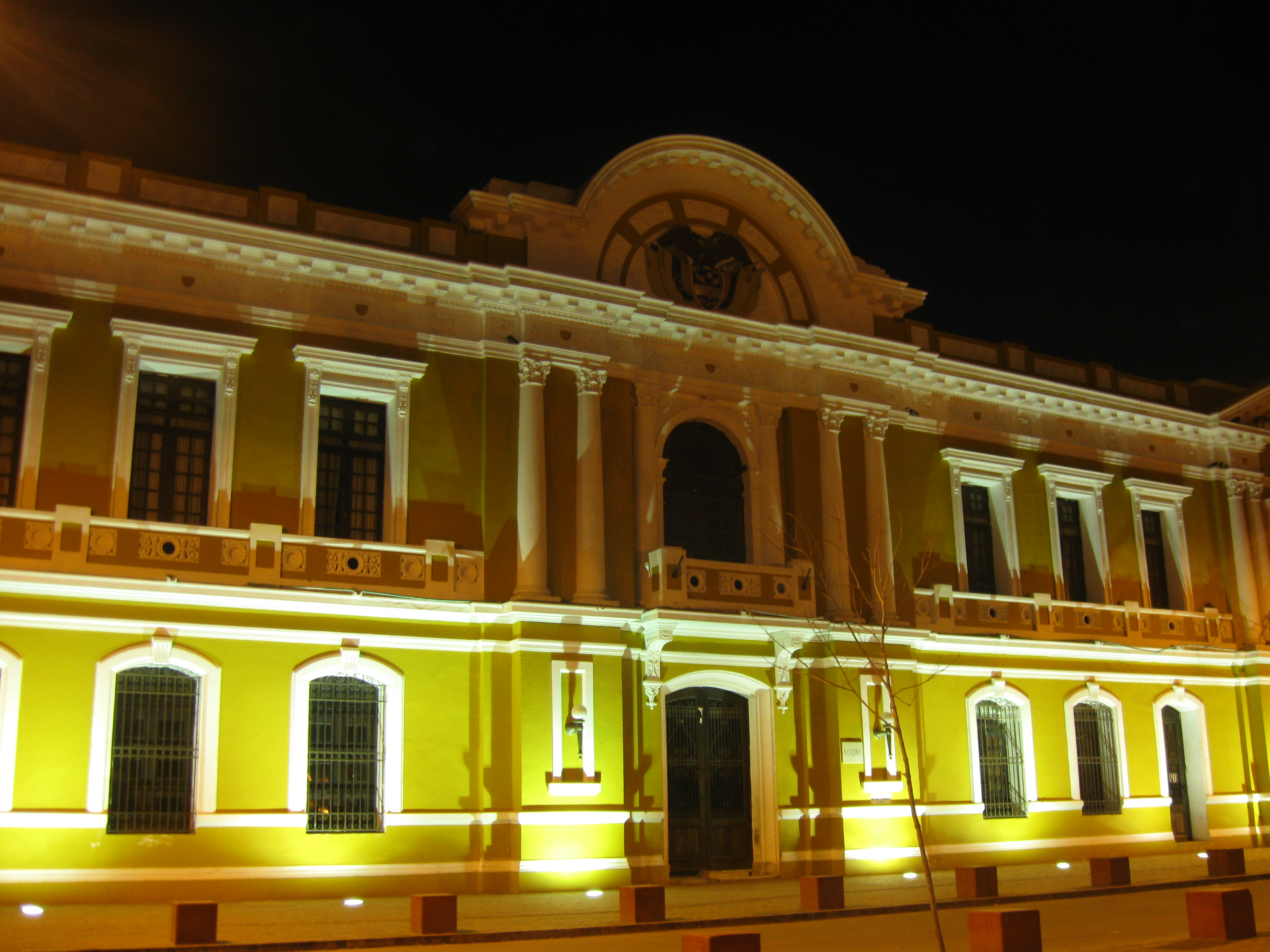
Iluminación nocturna
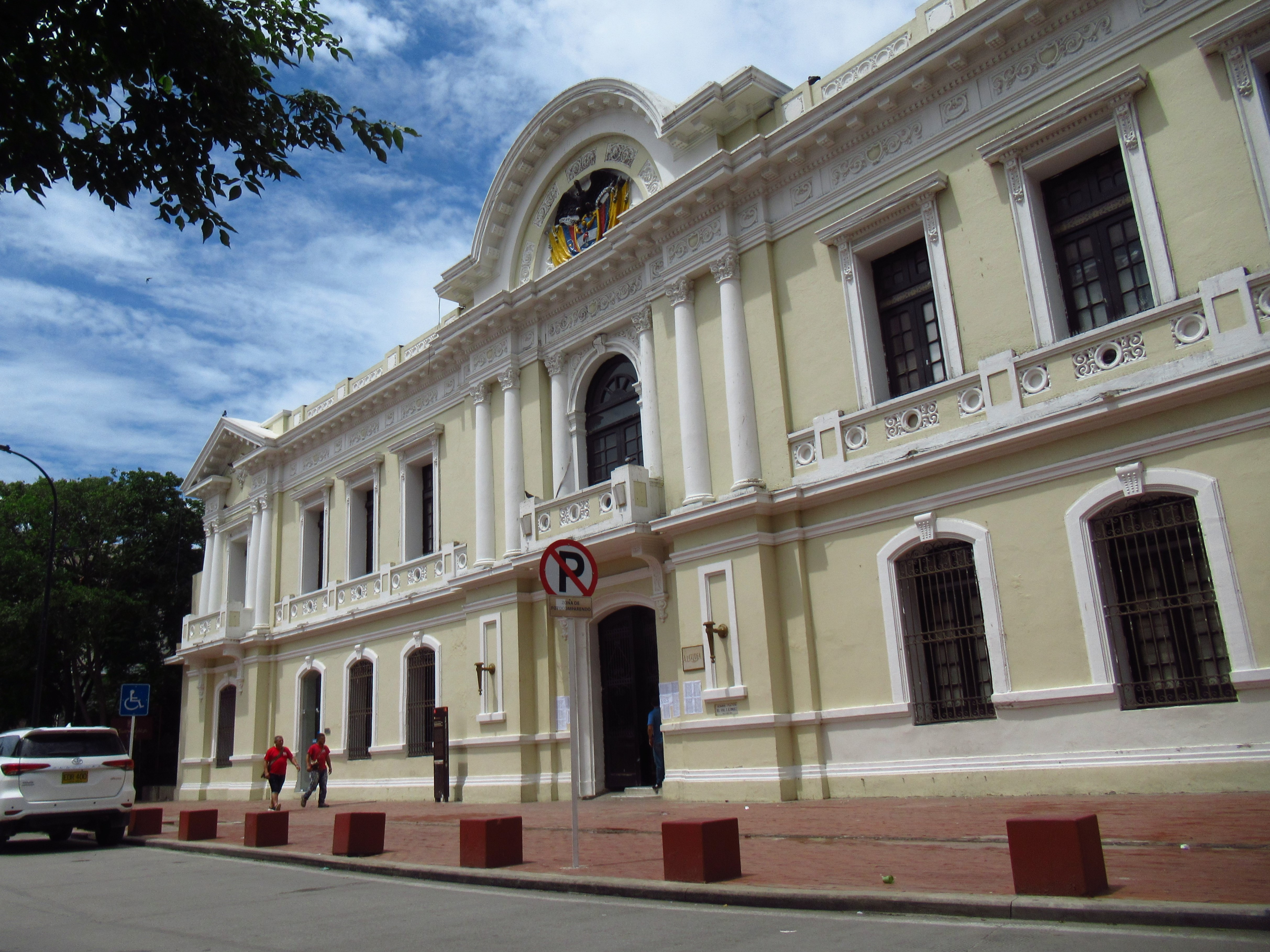